# Osamu Tezuka
Osamu Tezuka - 手塚 治虫, Tezuka Osamu - (Osaka, 3 de novembre del 1928 - 9 de febrer de 1989) va ser un dibuixant de manga i animador japonès. És considerat el pare del manga.
Gràcies a la seva prolífica producció, a les seves tècniques pioneres (com el pas de les historietes que amb prou feines ocupaven unes vinyetes als story manga, o manga de llarga durada amb una trama molt més elaborada) i al format tankōbon (literalment "llibre independent", i que quan es parla de còmic normalment es tradueix com a 'novel·la gràfica'. És el format que actualment impera per a l'edició de manga, i ha influït a tot el món del còmic), sovint l'anomenen el "déu del manga". A més, un dels trets més característics de l'animació i del manga japonesos, amb el shojo com a màxim exponent d'aquesta característica, els ulls desproporcionadament grans, és un dels més importants llegats de Tezuka al món del manga, influenciat en bona part pels dibuixos animats de Walt Disney. Entre les més de set-centes obres que va fer destaquen: Astroboy —de la qual se n'ha fet una pel·lícula—, Black Jack, El tritó del mar, Kimba, el lleó blanc o Els Monkeys.